# Хемніцер (футбольний клуб)
«Хе́мніцер» (нім. «Chemnitzer FC») — німецький футбольний клуб з міста Хемніца. Заснований 15 січня 1966 року.

## Досягнення
Оберліга НДР
- Чемпіон: 1967
- Срібний призер: 1990

Кубок НДР
- Фіналіст: 1969, 1983, 1989

Кубок Німеччини
- Півфіналіст: 1993